# アヴィ・ラーナー
アヴィ・ラーナー（Avi Lerner, 本名：Avinoam Lerner、1947年10月13日 - ）はイスラエルの映画プロデューサー。映画会社ミレニアム・フィルムズ（現在はニュー・イメージ傘下）の代表。

## 人物
ハイファ出身。父親はドイツ系、母親はポーランド系のそれぞれユダヤ人で、共にホロコースト生還者。
かつてはキャノン・フィルムズで製作補を務めていた。主にアクション映画をプロデュース、ほとんどの作品で製作総指揮として名を連ねている。

## 主なプロデュース作品
- 最後の冬 The Last Winter (1984)
- キング・ソロモンの秘宝2/幻の黄金都市を求めて Allan Quatermain and the Lost City of Gold (1986)
- アメリカン忍者2/殺人レプリカント（英語版） American Ninja 2: The Confrontation (1987)
- 地獄からの生還/プラトーン・リーダー Platoon Leader (1988)
- エイリアン from L.A. Alien from L.A. (1988)
- 地底帝国の謎 Journey to the Center of the Earth (1988)
- デス・リバー／失なわれた帝国 River of Death (1989)
- サイボーグコップ Cyborg Cop (1993)
- フリーライド F.T.W (1994)
- グッドマン・イン・アフリカ A Good Man in Africa (1994)
- アストロ・コップ/地球クライシス2050 Lunarcop (1994)
- ワイルド・サイド Wild Side (1995)
- エッジ・オブ・ダークネス Project Shadowchaser III (1995)
- ザ・サバイバー Forest Warrior (1996)
- バックラッシュ Danger Zone (1996)
- ピースキーパー The Peacekeeper (1997)
- 復讐の処刑コップ Merchant of Death (1997)
- スウィーパーズ Sweepers (1998)
- フル・ブラント No Code of Conduct (1998)
- ブラック・ソルジャー Bridge of Dragons (1999)
- シャークアタック Shark Attack (1999)
- 写真家の女たち Guinevere (1999)
- 舞台よりすてきな生活 How to Kill Your Neighbor's Dog (2000)
- ディープ・ライジング Shark Attack 2 (2000)
- バロウズの妻 Beat (2000)
- オクトパス Octopus (2000)
- レプリカント Replicant (2001)
- 沈黙のテロリスト Ticker (2001)
- 私は「うつ依存症」の女 Prozac Nation (2001)
- ファイナル・レジェンド 呪われたソロモン The Order (2001)
- ぼくの神さま Edges of the Lord (2001)
- 灰の記憶 The Grey Zone (2001)
- ハードキャッシュ Run for the Money (2002)
- デッドロック Undisputed (2002)
- ディレイルド 暴走超特急 Derailed (2002)
- ディープ・ライジング コンクエスト Shark Attack 3: Megalodon (2002)
- エア・ストライク Air Strike (2002)
- ジャスティス The Badge (2003)
- コンクリュージョン Den of Lions (2003)
- HELL ヘル In Hell (2003)
- ドルフ・ラングレン in ディテンション Detention (2003)
- ブラインド・ホライズン Blind Horizon (2003)
- 沈黙の聖戦 Belly Of The Beast (2003)
- 人質奪還 アラブテロVSアメリカ特殊部隊 Special Forces (2003)
- エア・マーシャル Air Marshal (2003)
- 沈黙の標的 Out for a Kill (2003)
- ブラック・スコルピオン Direct Action (2004)
- アウト・オブ・タイム Unstoppable (2004)
- コントロール Control (2004)
- ハイウェイマン Highwaymen (2004)
- F.R.A.T./戦慄の武装警察 Edison Force (2005)
- モーツァルトとクジラ Mozart and the Whale (2005)
- 沈黙の追撃 Submerged (2005)
- 沈黙の脱獄 Today You Die (2005)
- ドルフ・ラングレン in レッド・リベンジャー The Mechanik (2005)
- チャック・ノリス in 地獄の銃弾 The Cutter (2005)
- 16ブロック 16 Blocks (2006)
- エンドゲーム 大統領最期の日 End Game (2006)
- 沈黙の傭兵 Mercenary For Justice (2006)
- ロンリーハート Lonely Hearts (2006)
- ブラック・ダリア The Black Dahlia (2006)
- ウィッカーマン The Wicker Man (2006)
- ザ・スナイパー The Contact (2006)
- 勇者たちの戦場 Home of the Brave (2006)
- カリフォルニア・トレジャー King of California (2007)
- 88ミニッツ 88 Minutes (2007)
- ディテクティヴ Until Death (2007)
- ボビーZ The Death and Life of Bobby Z (2007)
- ザ・クリーナー 消された殺人 Cleaner (2007)
- ジェシカ・シンプソンの ワーキング・ブロンド Blonde Ambition (2007)
- デンジャラスな妻たち Mad Money (2008)
- ランボー/最後の戦場 Rambo (2008)
- ザ・プロテクター The Shepherd: Border Patrol (2008)
- ヒーロー・ウォンテッド Hero Wanted (2008)
- エージェント・オブ・ウォー War, Inc. (2008)
- あいつはママのボーイフレンド My Mom's New Boyfriend (2008)
- ボーダー Righteous Kill (2008)
- 雷神-RAIJIN- Kill Switch (2008)
- ジェシカ・シンプソンの ミリタリー・ブロンド Major Movie Star (2008)
- テラー トレイン Train (2008)
- デイ・オブ・ザ・デッド Day of the Dead (2008)
- ザ・エッグ 〜ロマノフの秘宝を狙え〜 Thick as Thieves (2009)
- クロッシング Brooklyn's Finest (2009)
- ドルフ・ラングレン ガーディアン Direct Contact (2009)
- リンジー・ローハンの妊娠宣言!? ハリウッド式OLウォーズ Labor Pains (2009) テレビ映画
- シティ・オブ・ブラッド Streets of Blood (2009)
- レッド・コマンダー Command Performance (2009)
- ソリタリー・マン Solitary Man (2009)
- バッド・ルーテナント Bad Lieutenant: Port of Call New Orleans (2009)
- スパイ・アサシン Double Identity (2010)
- エクスペンダブルズ The Expendables (2010)
- チャット ～罠に堕ちた美少女～ Trust (2010)
- ストーン Stone (2010)
- メカニック The Mechanic (2011)
- 陰謀の代償 N.Y.コンフィデンシャル The Son of No One (2011)
- ドライブ・アングリー3D Drive Angry 3D (2011)
- コナン・ザ・バーバリアン Conan the Barbarian (2011)
- ブレイクアウト Trespass (2011)
- ペーパーボーイ 真夏の引力 The Paperboy (2012)
- エクスペンダブルズ2 The Expendables 2 (2012)
- THE ICEMAN 氷の処刑人 The Iceman (2012)
- ゲットバック Stolen (2012)
- スマイル、アゲイン Playing for Keeps (2012)
- 飛びだす 悪魔のいけにえ レザーフェイス一家の逆襲 Texas Chainsaw 3D (2013)
- ラヴレース Lovelace (2013)
- エンド・オブ・ホワイトハウス Olympus Has Fallen (2013)
- グリフィン家のウエディングノート The Big Wedding (2013)
- キリングゲーム Killing Season (2013)
- バトルフロント Homefront (2013)
- ニンジャ・アベンジャーズ Ninja: Shadow of a Tear (2013)
- ザ・ヘラクレス The Legend of Hercules (2014)
- エクスペンダブルズ3 ワールドミッション The Expendables 3 (2014)
- パーフェクト・プラン Good People (2014)
- リピーテッド Before I Go to Sleep (2014)
- サバイバー Survivor (2015)
- フランケンシュタイン アダム・ザ・モンスター Frankenstein (2015)
- エンド・オブ・キングダム London Has Fallen (2016)
- クリミナル 2人の記憶を持つ男 Criminal (2016)
- セキュリティ Security (2017)
- ヒットマンズ・ボディガード The Hitman's Bodyguard (2017)
- アミティヴィル:ジ・アウェイクニング Amityville: The Awakening (2017)
- レザーフェイス-悪魔のいけにえ Leatherface (2017)
- リベンジャー -復讐者-（英語版） Acts of Vengeance (2017)
- キラー・ドッグ Bullet Head (2017)
- 死霊のえじき: Bloodline Day of the Dead: Bloodline (2018)
- コード211 211 (2018)
- ハンターキラー 潜航せよ Hunter Killer (2018)
- ヘルボーイ Hellboy (2019)
- エンド・オブ・ステイツ Angel Has Fallen (2019)
- ランボー ラスト・ブラッド Rambo: Last Blood (2019)
- ブラックバード 家族が家族であるうちに Blackbird (2019)
- テスラ エジソンが恐れた天才 Tesla (2020)
- アウトポスト The Outpost (2020)
- ティル・デス Till Death (2021)
- ブリックレイヤー The Bricklayer (2023)